# Takhat
| t&A | N28 · t | B7 |

| t&A | N28 · t | B7 |

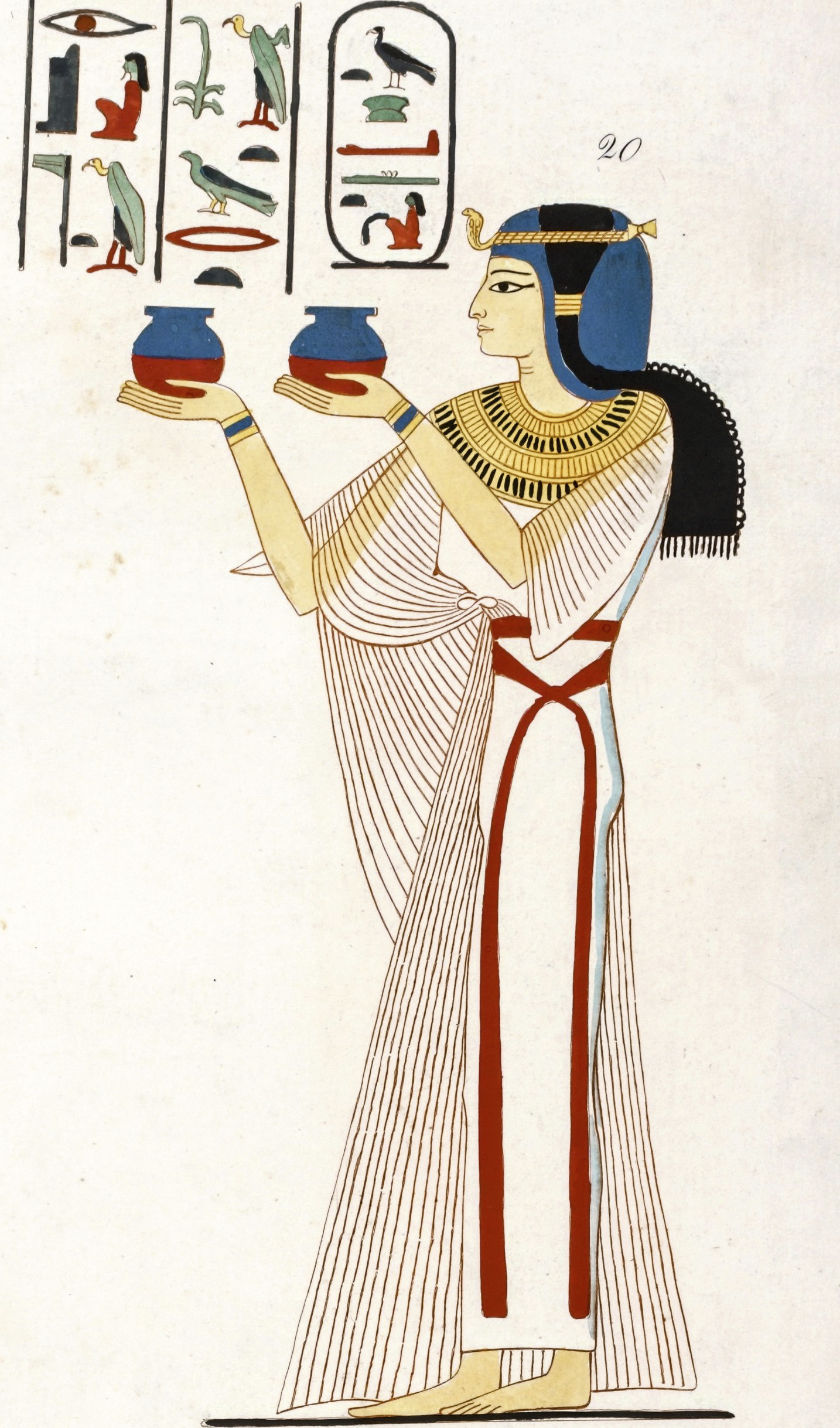
Takhat.

Takhat fue una antigua princesa egipcia y reina de la dinastía XIX, la madre del faraón usurpador Amenmeses.
No se conocen muchos hechos sobre ella, aparte de que era la madre de Amenmeses. Llevaba los títulos de hija del rey y esposa del rey. Ella podría ser la Takhat, una hija de Ramsés II, a quien se menciona en un ostracón del Louvre. Por lo tanto, ella era la tía de Seti II, pero como estaba entre los hijos más pequeños de Ramsés, es muy probable que tuviera la misma edad o incluso menos que Seti II, que era el nieto de Ramsés. También es posible que fuera nieta de Ramsés; Hay varios ejemplos de nietas que llevan el título de Hija del Rey, aunque no era muy común. El rey con el que se casó fue Merenptah o Seti II.
Se la muestra en varias estatuas de Amenmeses, entre ellas en dos estatuas en el templo de Karnak. En uno de estos, que todavía se encuentra en Karnak, se la llama Hija del Rey, Esposa del Rey (Takhat) y la palabra "esposa" reemplazó a la "madre" original. Según Aidan Dodson y Dyan Hilton, el título se volvió a grabar cuando Seti, el heredero legítimo, recuperó el trono y usurpó la estatua, y eso prueba que Takhat se casó con Seti cuando se convirtió en faraón, o que se habían casado antes, lo que significa que Amenmeses era el hijo de Seti y usurpó el trono de su propio padre. Esta teoría podría verse reforzada por la otra estatua (ahora en El Cairo), en la que Takhat también se nombra como Hija del Rey y Esposa del Rey, pero sin ningún rastro de tallado, mientras que el nombre del rey reemplazó a otro nombre. Esta estatua fue, según Dodson y Hilton, posiblemente hecha por Seti; más tarde fue usurpada por Amenmeses quien reemplazó el nombre de Seti por el suyo, dejando intactos los títulos de su madre; aún más tarde, el nombre de Amenmeses fue nuevamente reemplazado por el de Seti. Según otra teoría, Seti nunca estuvo casado con Takhat y sus títulos originales se volvieron a grabar solo para eliminar todos los rastros que su hijo alguna vez gobernó.
Es probable que haya sido enterrada en la tumba KV10 de Amenmeses en el Valle de los Reyes. La tapa de su sarcófago originalmente pertenecía a una princesa reina desconocida, Anuketemheb, que podría ser una hija de Ramsés II, una princesa nombrada una vez en el templo de Luxor, pero de cuyo nombre sólo queda ...heb. La tumba fue usurpada más tarde por dos miembros de la familia de Ramsés IX: su madre Takhat y su Gran Esposa Real Baketurel. Alguna vez se pensó que esta última era la Gran Esposa Real de Amenmeses, pero se ha demostrado con posterioridad que la decoración que la mencionaba reemplazó a la de Amenmeses en la tumba, por lo que debió haber vivido más tarde.